# Clementine Churchill

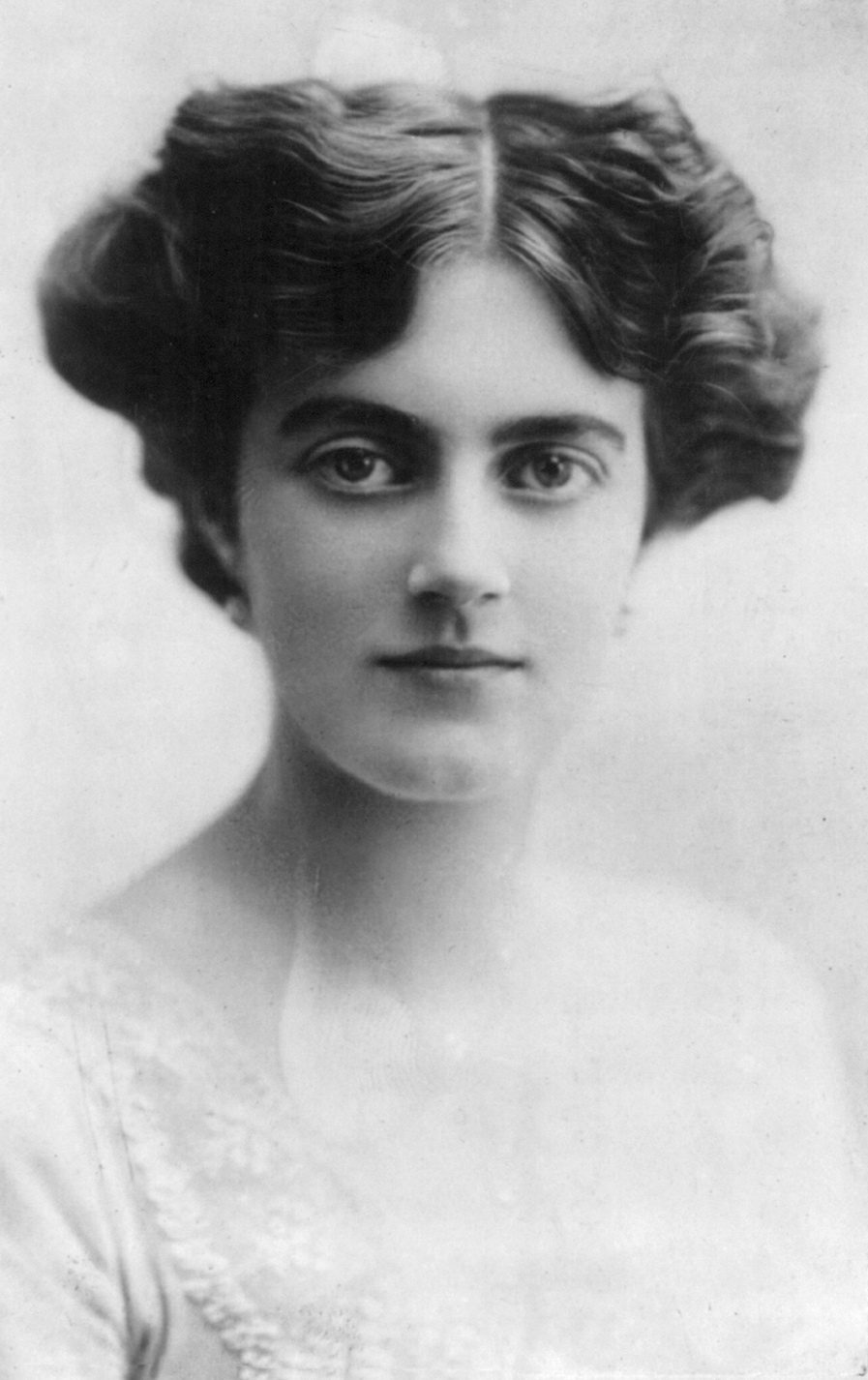
Clementine Churchill (1915)

Clementine Ogilvy Hozier Spencer-Churchill, Barones Spencer-Churchill, GBE, CStJ, (Londen, Mayfair, 1 april 1885 – Knightsbridge, 12 december 1977) was de echtgenote van Winston Churchill.

## Jeugd
Clementines moeder was Henrietta Blanche Hozier, de dochter van de tiende graaf van Airlie. Zij was de tweede echtgenote van kolonel Henry Montague Hozier. Of Sir Henry ook de biologische vader van Clementine was, is onduidelijk. Lady Blanche stond er namelijk om bekend dat ze omgang had met meerdere mannen. Met name Bay Middleton, de stalmeester van John Spencer, de 5e graaf Spencer, wordt als biologische vader genoemd.
Clementine was de tweede van vier kinderen.
Ze werd opgevoed door een gouvernante en later bezocht ze een school in Edinburgh en de Berkhamsted School for Girls. Ze studeerde aan de Sorbonne in Parijs. Ze verloofde zich tweemaal in het geheim met Sidney Peel, die verliefd op haar geworden was toen ze achttien jaar was.

## Huwelijk
Clementine ontmoette Winston Churchill in 1904. Vier jaar later ontmoetten zij elkaar weer tijdens een etentje en vanaf dat moment groeide er iets tussen hen. Winston beschreef haar als een meisje met een levendige intelligentie en een geweldig karakter. Na een zeer korte verkeringstijd met een omvangrijke briefwisseling trouwde het paar op 12 september 1908 in Saint Margaret's Church in Westminster. Ondanks de drukte en spanningen van hun openbare leven bleef hun huwelijk stabiel. Zij kregen vijf kinderen:
- Diana (1909-1963)
- Randolph (1911-1968)
- Sarah (1914-1982)
- Marigold (1918-1921)
- Mary (1922-2014)

Gedurende de Eerste Wereldoorlog zette ze in Londen voor de YMCA kantines voor munitiefabrieksarbeiders op.
In de jaren dertig reisde ze zonder haar echtgenoot een tijd op het luxejacht Rosaura van Lord Moyne, Walter Guinness. Ze bezocht hiermee Nederlands-Indië (Borneo, Celebes, de Molukken) en tevens exotische bestemmingen als Nieuw-Caledonië en de Nieuwe Hebriden. Toen men aan boord luisterde naar een BBC-uitzending waarin kritiek op haar man werd geuit, vonden deze meningen weerklank bij andere opvarenden. Tot grote woede van Clementine trok gastheer Lord Moyne zich hiervan niets aan, waarop ze haar koffers pakte en van boord ging om terug te keren naar Engeland. Aan boord had ze een affaire met de rijke kunsthandelaar Terence Philip. Eenmaal terug in Europa was deze echter snel weer voorbij.
Tijdens de Tweede Wereldoorlog was ze voorzitter van het steunfonds voor Rusland van het Rode Kruis, voorzitter van het YWCA War Time Appeal en voorzitter van het Fulmer Chase Maternity Hospital for Wives of Junior Officers. Het Clementine Churchill Hospital in Harrow werd naar haar genoemd.
In 1946 werd ze tot dame-grootkruis in de Orde van het Britse Rijk verheven en in 1965 werd ze barones van Chartwell in Kent, waardoor ze vanaf dat moment door het leven ging als Baroness Spencer-Churchill.
Na Winstons overlijden in 1965 leefde Clementine nog twaalf jaar op Chartwell. Ze stierf op 92-jarige leeftijd aan een hartaanval en werd begraven bij haar echtgenoot in Bladon bij Woodstock in Oxfordshire.

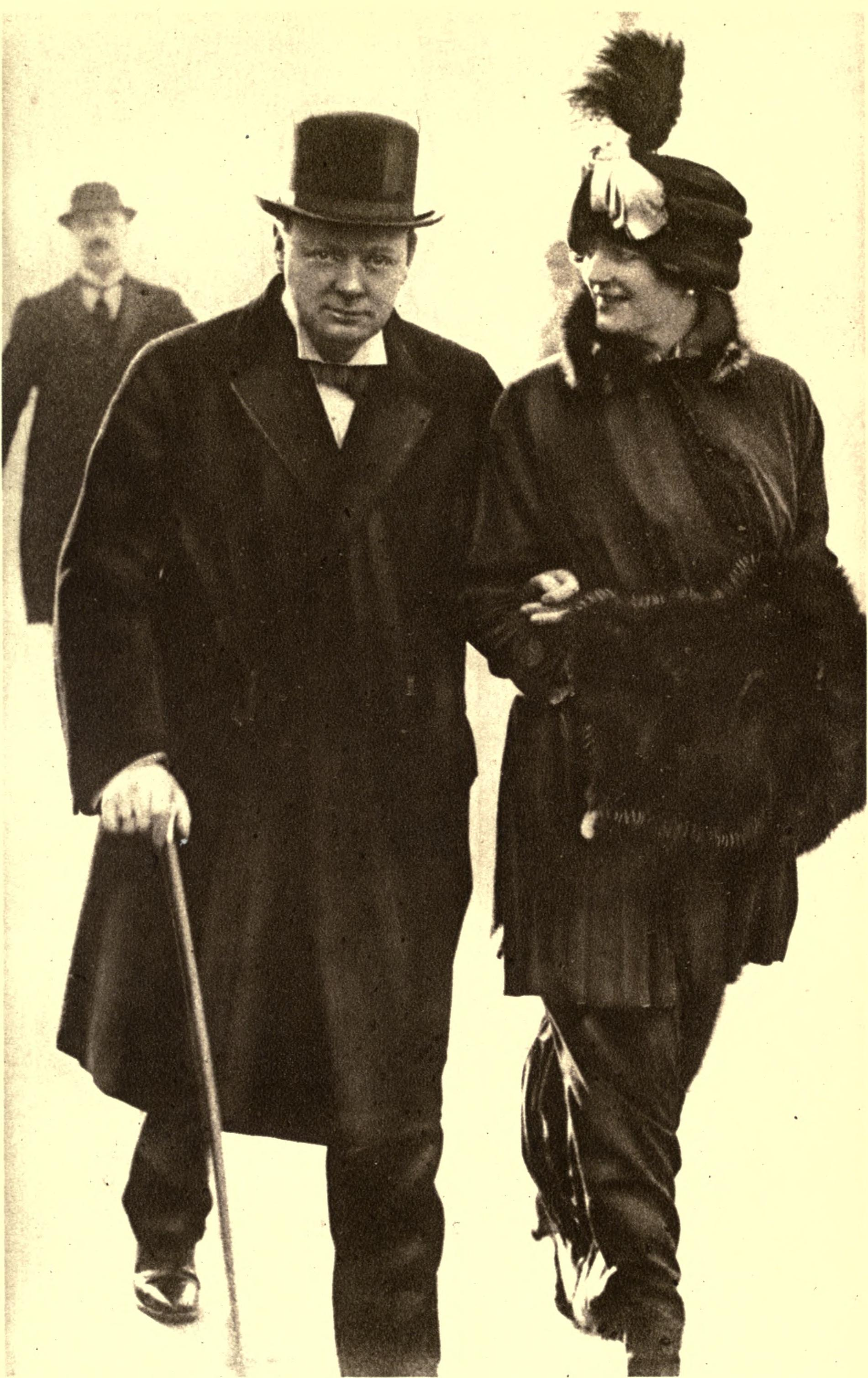
Mr. and Mrs. Winston Spencer Churchill
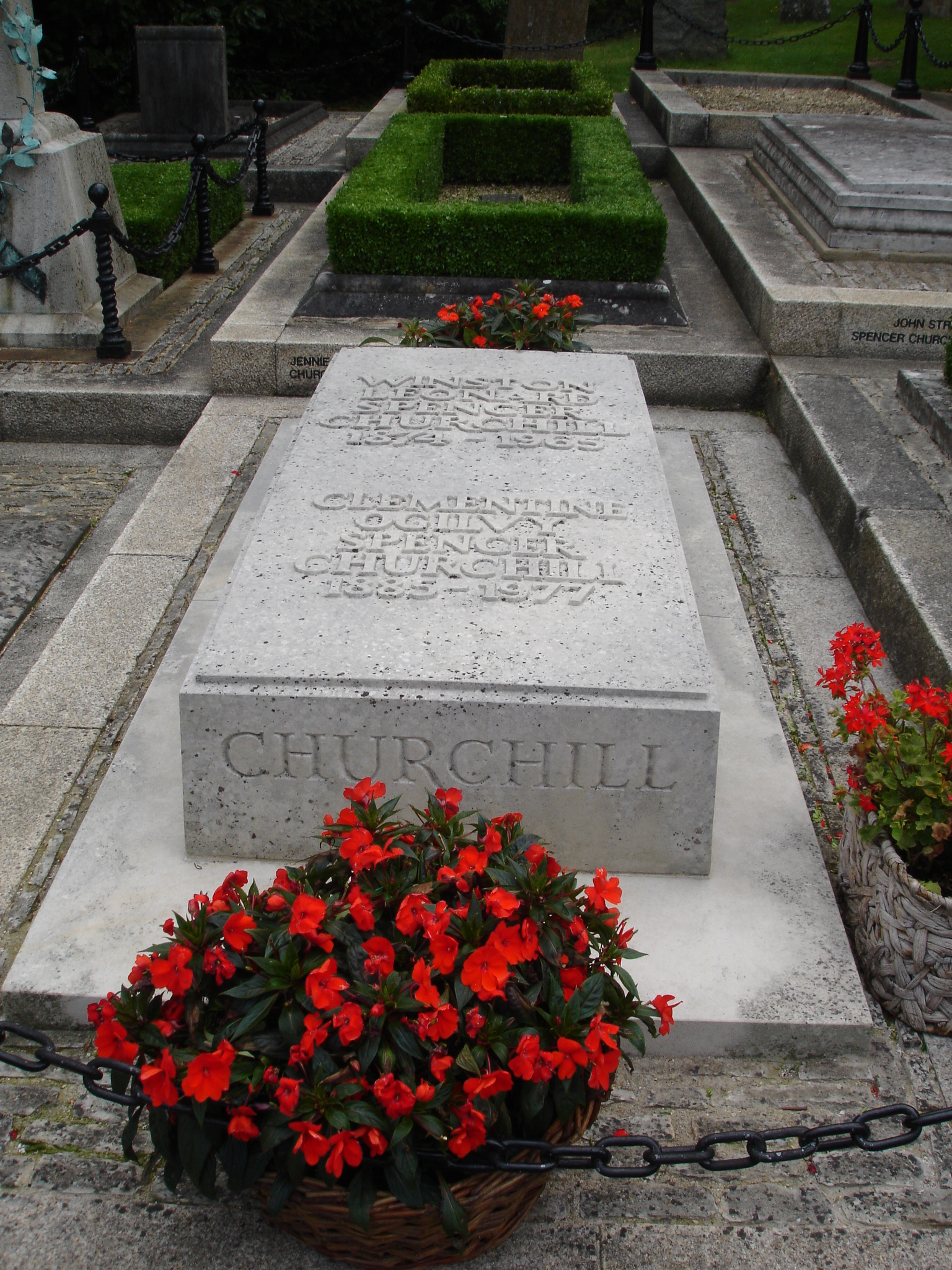
Graf van Winston en Clementine Churchill